# Androméda-galaxis
Az Androméda-galaxis vagy Androméda-köd (M31, NGC 224) egy spirálgalaxis az Andromeda csillagképben.
Sb típusú spirálgalaxis. Távolsága a Naptól 2,5 millió fényév. A hozzánk legközelebbi extragalaxisok egyike, a Lokális Csoport legnagyobb tömegű galaxisa, csak a Tejútrendszer körül keringő törpegalaxisok vannak közelebb nála. Átmérője 220 ezer fényév. Tizennégy törpegalaxis kering körülötte. Tömege 800-1500 milliárd naptömeg. 400 000 km/h sebességgel közeledik a Tejútrendszerhez.
Ha a kozmológiai állandó ({\displaystyle \Lambda }) nulla, akkor 2-3 milliárd év múlva összeütközik a mi galaxisunkkal. Ha a kozmológiai állandó nem nulla, akkor a közeledés idővel távolodásba fog átmenni a Világegyetem gyorsuló tágulása miatt.
Többen Simon Marius német csillagászt tartják a felfedezőjének (1612), pedig ő csak az újra felfedezője volt.  Abd al-Rahman al-Sufi perzsa csillagász 964-ben megjelent munkájában már leírta mint „kis köd”-öt.
Mivel Marius megfigyelése sem vált ismertté a későbbi megfigyelők számára, ezért Hodierna (1654)
és Bullialdus (1661) is független felfedezőnek számít.

## Megfigyelése
Magyarországról az Androméda-galaxis ősszel figyelhető meg legjobban, amikor az esti órákban csaknem a zenitig emelkedik. Tiszta időben elmosódott ellipszisként szabad szemmel is látható. Látszólagos összfényessége 3,4m. Látszólagos mérete 160'x40', azaz a telihold átmérőjénél mintegy ötször hosszabbnak látszik. A legnagyobb földi távcsövekkel készült felvételeken az egyes csillagok is megkülönböztethetők.
- Az Androméda galaxis képe a távoli infravörös tartományban, a Herschel űrtávcső felvételén
- Az Androméda-galaxis Galaxy Evolution Explorer által az ultraibolya tartományban készített képe
- Az első kép a galaxisról, 1899-ből
- Az Androméda a Wide-field Infrared Survey Explorer felvételén
- A Neil Gehrels Swift Obszervatórium felvétele

## Körülötte keringő törpegalaxisok
Az Androméda-galaxis körül keringő négy legnagyobb törpegalaxis adatai a következők:
| Messier-szám | NGC-szám | Csillagkép  | Látszólagos fényesség | Látszólagos nagyság | Rektaszcenzió | Deklináció |
| ------------ | -------- | ----------- | --------------------- | ------------------- | ------------- | ---------- |
| M32          | NGC 221  | Androméda   | 8,2m                  | 2,6'×2,1'           | 0h 40m        | 40°36'     |
| M110         | NGC 205  | Androméda   | 9,4m                  | 8,0'×3,0'           | 0h 37,6m      | 40°25'     |
|              | NGC 147  | Kassziopeia | 9,7m                  | 4,5'×2,5'           | 0h 30,4m      | 48°13'     |
|              | NGC 185  | Kassziopeia | 9,4m                  | 2,2'×2,2'           | 0h 36,1m      | 48°04'     |